# Forêt nationale Sam Houston
La forêt nationale Sam Houston est une forêt fédérale protégée situé au Texas, aux États-Unis. Créée le 13 octobre 1936, elle s'étend sur une surface de 654 km2 dans les comtés de Liberty, Montgomery, San Jacinto et Walker.
Une petite partie de la forêt, dans sa partie occidentale, bénéficie d'une protection de niveau supplémentaire : la Little Lake Creek Wilderness.